# Johan Holmberg
Johan Magnus Sebastian Holmberg, född 26 juni 1967 i Johanneberg i Göteborg, är en svensk skådespelare. 

## Biografi
Han inledde sin teaterkarriär i Peter Pan på Nationalteatern 1987 och är sedan 2003 anställd på Dramaten i Stockholm. Hans framträdanden i film och på tv innefattar Dubbelliv, Luftslottet som sprängdes och Nobels testamente. Han hade även en av de ledande rollerna i Maria Bloms film Hallåhallå.

## Filmografi
- 1995 – ...men glassbilen kommer
- 1997 – Tinnitus Blues
- 1999 – Hallå
- 1999 – Noll tolerans
- 2000 – Den bästa sommaren
- 2002 – Hem till byn
- 2002 – Jobba hem, jobba hem!
- 2003 – Hon är död
- 2003 – Kontorstid
- 2003 – Volley
- 2005 – Buss till Italien
- 2009 – I skuggan av värmen
- 2009 – Mannen under trappan (TV-serie)
- 2012 – Nobels testamente
- 2014 – Hallåhallå
- 2015 – Beck – Sjukhusmorden
- 2025 – Stenbeck (TV-serie)

## Teater

### Roller (ej komplett)
| År   | Roll                                                                                    | Produktion                                                                        | Regi                           | Teater                                        |
| ---- | --------------------------------------------------------------------------------------- | --------------------------------------------------------------------------------- | ------------------------------ | --------------------------------------------- |
| 1987 | Cecco Indian                                                                            | Peter Pan J.M. Barrie                                                             | Med Reventberg                 | Nationalteatern                               |
| 1990 |                                                                                         | En midsommarnattsdröm (A Midsummer Night's Dream) William Shakespeare             | Alexander Öberg                | Teater Bastard                                |
| 1991 | Alonzo Ferdinand Caliban                                                                | Stormen (The Tempest) William Shakespeare                                         | Katarina Jonsson               | Teater Bastard                                |
| 1992 |                                                                                         | Brutalmusikal Hans Carlsson                                                       | Alexander Öberg                | Teater Bastard                                |
| 1992 | Robin Hood                                                                              | Robin Hood 1659 Johan Franzon                                                     | Johan Franzon                  | Teater Bastard                                |
| 1993 |                                                                                         | Kentaur Mats Wahl                                                                 | Göran Parkrud                  | Borås stadsteater                             |
| 1994 | Crassus                                                                                 | Spartacus Howard Fast                                                             | Alexander Öberg                | Teater Bastard                                |
| 1995 |                                                                                         | Yerma Federico Garcia Lorca                                                       | Carina Johnsson                | Teater Bastard                                |
| 1995 | Al Columbato                                                                            | Birdy William Wharton                                                             | Ulf Michal                     | Bohusläns teater                              |
| 1996 |                                                                                         | Det gudomliga kriget Hans Carlsson och Alexander Öberg                            | Alexander Öberg                | Teater Bhopa                                  |
| 1998 |                                                                                         | P (Beirut) Alan Bowne                                                             | Alexander Öberg                | Teater Bhopa                                  |
| 1999 |                                                                                         | Horisonten är här Mats Kjelbye                                                    | Alexander Öberg Malin Stenberg | Teater Bhopa                                  |
| 2000 | Taxis                                                                                   | Animals in Paradise Howard Barker                                                 | Olof Lindqvist                 | Malmö Dramatiska Teater/ Det Kongelige Teater |
| 2001 |                                                                                         | Palme dör innan paus Stefan Lindberg                                              | Olof Lindqvist                 | Teater Bhopa                                  |
| 2001 |                                                                                         | Tro, hopp och kärlek (Glaube, Liebe, Hoffnung) Ödön von Horváth                   | Olof Lindqvist                 | Göteborgs stadsteater                         |
| 2003 |                                                                                         | Det stora samlaget Johan Holmberg, Olof Lindqvist, Pär Luttropp och Malin Redvall | Olof Lindqvist                 | Teater Bhopa                                  |
| 2003 | Werner                                                                                  | Det kalla barnet (Das kalte Kind) Marius von Mayenburg                            | Staffan Valdemar Holm          | Dramaten                                      |
| 2004 | Kong Lu                                                                                 | Tre knivar från Wei Harry Martinson                                               | Staffan Valdemar Holm          | Dramaten                                      |
| 2004 | Schuppanzigh                                                                            | Black Comedy Peter Shaffer                                                        | Staffan Roos                   | Dramaten                                      |
| 2005 | Sergéj Vojnítsev, Annas styvson                                                         | Platonov (Платонов, Platonov) Anton Tjechov                                       | Karl Dunér                     | Dramaten                                      |
| 2005 | En kypare                                                                               | Min middag med Johan och Solveig Lucas Svensson                                   | Staffan Roos                   | Dramaten                                      |
| 2005 | Ekart                                                                                   | Baal Bertolt Brecht                                                               | Peter Luckhaus                 | Dramaten                                      |
| 2006 | Vilhelm                                                                                 | Endagsvarelser Lars Norén                                                         | Staffan Roos                   | Dramaten                                      |
| 2006 | Eduard Schwartz Kungu Poti                                                              | Lulu Frank Wedekind                                                               | Ole Anders Tandberg            | Dramaten                                      |
| 2007 | Advokaten                                                                               | Ett drömspel August Strindberg                                                    | Mats Ek                        | Dramaten                                      |
| 2007 | Trigorin                                                                                | Måsen (Чайка, Tjajka) Anton Tjechov                                               | Stefan Larsson                 | Dramaten                                      |
| 2008 | Magnus Gabriel De la Gardie                                                             | Kristina August Strindberg                                                        | Jagoš Marković                 | Dramaten                                      |
| 2008 | Jacob Johan Anckarström Mannekängen Benjamin Hertig Karl                                | Drottningens juvelsmycke Carl Jonas Love Almqvist                                 | Staffan Roos                   | Dramaten                                      |
| 2008 | Schürzinger                                                                             | Kasimir och Karoline (Kasimir und Karoline) Ödon von Horvath                      | Michael Thalheimer             | Dramaten                                      |
| 2009 | Markisen av Posa                                                                        | Don Carlos (Don Karlos) Friedrich Schiller                                        | Staffan Valdemar Holm          | Dramaten                                      |
| 2009 | Viktor                                                                                  | Höstsonaten Ingmar Bergman                                                        | Stefan Larsson                 | Dramaten                                      |
| 2010 | Manfred                                                                                 | Hantverkarna (Håndværkerne) Line Knutzon                                          | Gösta Ekman                    | Dramaten                                      |
| 2010 | Robert FitzRoy, kapten                                                                  | Darwins kapten Henning Mankell                                                    | AnnaLina Hertzberg             | Dramaten                                      |
| 2011 | Kent                                                                                    | Under hallonbusken Maria Blom                                                     | Maria Blom                     | Dramaten                                      |
| 2011 | Finn                                                                                    | Tjuvar (Diebe) Dea Loher                                                          | Jenny Andreasson               | Dramaten                                      |
| 2012 | Johansson                                                                               | Spöksonaten August Strindberg                                                     | Mats Ek                        | Dramaten                                      |
| 2012 | Den okände                                                                              | Till Damaskus August Strindberg                                                   | Karl Dunér                     | Dramaten                                      |
| 2012 | Charles Bovary                                                                          | Madame Bovary Tina Rahel Völcker                                                  | Annika Silkeberg               | Dramaten                                      |
| 2013 | Gabriel                                                                                 | Som löven i Vallombrosa Lars Norén                                                | Vibeke Bjelke                  | Dramaten                                      |
| 2013 | Doktorn                                                                                 | Woyzeck Georg Büchner                                                             | Michael Thalheimer             | Dramaten                                      |
| 2014 | Korovjev                                                                                | Mästaren och Margarita (Мастер и Маргарита, Master i Margarita) Michail Bulgakov  | Stefan Metz                    | Dramaten                                      |
| 2014 | Tusenbach                                                                               | Tre systrar (Три сeстры, Tri sestry) Anton Tjechov                                | Emmet Feigenberg               | Dramaten                                      |
| 2015 | Burleigh                                                                                | Maria Stuart Friedrich Schiller                                                   | Peter Konwitschny              | Dramaten                                      |
| 2016 | La Fleche                                                                               | Den girige (L'Avare ou l'École du mensonge) Molière                               | Gösta Ekman                    | Dramaten                                      |
| 2016 | Kentauren                                                                               | Falla ur tiden (Nofel michutz lazman) David Grossman                              | Suzanne Osten                  | Dramaten                                      |
| 2016 | Pavel                                                                                   | Fäder och söner (Fathers and Sons) Brian Friel                                    | Runar Hodne                    | Dramaten                                      |
| 2017 |                                                                                         | Stilla liv Lars Norén                                                             | Lars Norén                     | Dramaten                                      |
| 2017 | En främmande man                                                                        | Frun från havet (Fruen fra havet) Henrik Ibsen                                    | Sofia Jupither                 | Dramaten                                      |
| 2018 | Cléante                                                                                 | Tartuffe (Tartuffe, ou l'Imposteur) Molière                                       | Staffan Valdemar Holm          | Dramaten                                      |
| 2018 | Pierre de Craon                                                                         | Budskapet till Maria (L'annonce faite à Marie) Paul Claudel                       | Wilhelm Carlsson               | Dramaten                                      |
| 2018 |                                                                                         | Riten Ingmar Bergman                                                              | Emil Graffman                  | Dramaten                                      |
| 2018 | Kung Leontes                                                                            | En vintersaga (The Winter's Tale) William Shakespeare                             | Dennis Sandin                  | Folkteatern, Göteborg                         |
| 2019 | Thomas Putnam                                                                           | Häxjakten (The Crucible) Arthur Miller                                            | Alexander Mørk-Eidem           | Kulturhuset Stadsteatern                      |
| 2020 |                                                                                         | Berusade (Пьяные, Pjanje) Ivan Vyrypaev                                           | Tobias Theorell                | Dramaten                                      |
| 2021 |                                                                                         | Den yttersta minuten Mattias Andersson                                            | Mattias Andersson              | Dramaten                                      |
| 2022 | Bubnov                                                                                  | Natthärbärget (На дне, Na dne) Maksim Gorkij                                      | János Szász                    | Dramaten                                      |
| 2022 | Walter E.M. Forster                                                                     | Arv (The Inheritance) Matthew Lopez                                               | Carl Johan Karlson             | Dramaten                                      |
| 2023 |                                                                                         | Konstabs Ingmar Bergmans Såsom i en spegel Konstab                                | Ossian Melin                   | Dramaten                                      |
| 2024 | Walter E.M. Forster                                                                     | Arv (The Inheritance) Matthew Lopez                                               | Carl Johan Karlson             | Dramaten                                      |
| 2025 | Robert Schneideman Ryttmästare Udde Kantor Jahnke Edman Magister Ståhlberg Patron Björk | Juloratoriet Göran Tunström                                                       | Linus Tunström                 | Dramaten                                      |

### Regi (ej komplett)
| År   | Produktion                                  | Upphovsmän                                          | Teater            |
| ---- | ------------------------------------------- | --------------------------------------------------- | ----------------- |
| 1997 | Johnny var en ung soldat Johnny Got His Gun | Dalton Trumbo                                       | Teater Bhopa      |
| 2000 | Fågelöversten                               | Hristo Boytchev                                     | Teater Bhopa      |
| 2002 | Rövare Die Räuber                           | Friedrich von Schiller Bearbetning Klas Abrahamsson | Angereds teater   |
| 2002 | Sonen Barnet                                | Jon Fosse Översättning Svante Aulis Löwenborg       | Borås Stadsteater |

## Ljudboksinläsningar
- 2013 – Fördelarna med en kollaps av Jonathan Tropper, Libris 14732227
- 2013 – Minnen av David Foenkinos, Libris 14706394
- 2014 – Sju jävligt långa dagar av Jonathan Tropper, Libris 15760061